# Climax (figura retorica)
La climax (dal greco klímax, femminile, singolare, «scala», pronuncia: "clìmacs"), detta anche gradazione ascendente (gradatio in latino), è una figura retorica che consiste nel disporre più elementi del discorso secondo un ordine basato sulla crescente intensità del loro significato (climax ascendente), al fine creare un effetto di progressione che potenzia l'espressività della narrazione. Se l'intensità è decrescente si parla invece di anticlimax o di climax discendente.
Alcuni esempi sono:
(Dante - Paradiso XXX)
(Dante - Inferno I)
Sempre in Dante si ha una climax seguita da un'anticlimax:
parole di dolore, accenti d'ira,

voci alte e fioche, e suon di man con elle»
(Dante - Inferno [[Inferno - Canto secondoII])